# 冰川神社 (東京都港區赤坂)

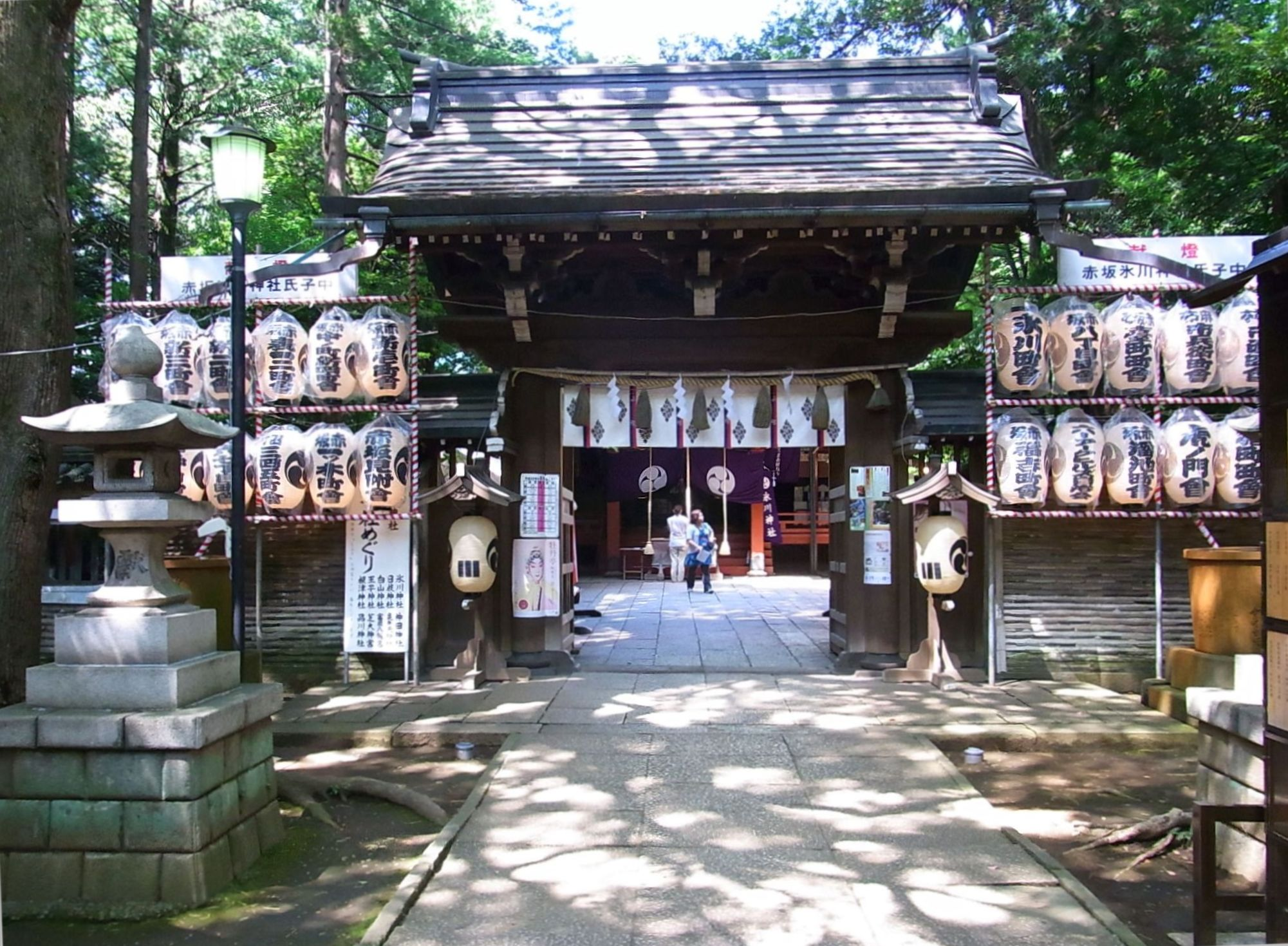
櫻門

冰川神社（日语：氷川神社，ひかわじんじゃ）是位於日本東京都港區赤坂六丁目的一座神社。是東京十社之一。冰川神社最初位於現在的赤坂四丁目，享保15年（1730年）奉江戶幕府第8代将軍德川吉宗之命遷至現地。現在的社殿也修建於這一時期，是東京都的有形文化財。

## 外部連結
- 赤坂氷川神社